# Xenodexia ctenolepis
Xenodexia ctenolepis – gatunek ryby z rodziny piękniczkowatych (Poeciliidae), jedyny przedstawiciel rodzaju Xenodexia. Występuje w skrajnie południowo-wschodnim Meksyku (stan Chiapas) i Gwatemali. Długość ciała do około 4,0 cm, maksymalnie 4,5 cm.